# Dapirtat
Dapirtat – tytuł urzędnika w średniowiecznej Persji. Kierował on sekretarzami, tj. ministrami resortowymi. Podlegał wuzurk framatarowi.